# جورجينا ليونيداس
جورجينا ليونيداس (بالإنجليزية: Georgina Leonidas)‏ هي ممثلة بريطانية، ولدت في 28 فبراير 1990 بلندن في المملكة المتحدة.

## أعمال

### أفلام
- (2009) تسعة[5]
- (2009) هاري بوتر والأمير الهجين
- (2011) هاري بوتر ومقدسات الموت – الجزء 2

## وصلات خارجية
- جورجينا ليونيداس على موقع IMDb (الإنجليزية)
- جورجينا ليونيداس على موقع روتن توميتوز (الإنجليزية)
- جورجينا ليونيداس على موقع ألو سيني (الفرنسية)
- جورجينا ليونيداس على موقع أول موفي (الإنجليزية)
- جورجينا ليونيداس على موقع قاعدة بيانات الأفلام السويدية (السويدية)
- جورجينا ليونيداس على موقع قاعدة بيانات الفيلم (الإنجليزية)
- جورجينا ليونيداس على موقع كينوبويسك (الروسية)